# 武蔵工業大学短期大学部
武蔵工業大学短期大学部（むさしこうぎょうだいがくたんきだいがくぶ）は、東京都世田谷区玉川等々力町1-2334に本部を置いていた日本の私立大学である。1950年に設置され、1968年に廃止された。

## 概要

### 大学全体
- 東京都世田谷区に所在した日本の私立短期大学で、設置主体は学校法人五島育英会。
- 国内で最初に認可された短期大学149校[注 2]の1校として、1950年に3学科体制で開学した[注 3]。
- 1965年度の入学生を最後に[注釈 2]、1968年に短期大学としての使命を終える[注釈 3]。

### 建学の精神（校訓・理念・学是）
- 武蔵工業大学短期大学部における建学の精神：「公正・自由・自治」

### 教育および研究
- 設置されていた学科が機械・電気・建設の各学科であり、いずれも工学部とほぼ同類の専門教育が行われていた様子がうかがえる。

## 沿革
- 1949年
  - 10月 文部省[注釈 4]に短期大学[注 4]の設置認可に関する申請を行う[注 5]。なお、学科・専攻は以下の通りとなっている[注 6]。
    - 機械工学科 入学定員40名
    - 電気工学科 入学定員40名
    - 建設工学科 入学定員40名
- 1950年
  - 3月14日 左記を以て短期大学の設置が文部省[注釈 4]より認可される[注 7]。
  - 4月1日 左記を以て武蔵工業大学短期大学部が以下の学科体制にて開学する[注 8]。
    - 機械工学科 入学定員40名
    - 電気工学科 入学定員40名
    - 建設工学科 入学定員40名
- 1951年
  - 2月26日 学校法人が成立する[16]。
- 1959年
  - 4月1日 以下の学科については、この年度で学生募集を最終とする[注 9]。
    - 機械科
- 1963年
  - 4月1日 以下の学科については、この年度で学生募集を最終とする[注 10]。
    - 建設科
- 1965年
  - 4月1日 この年度で短期大学としての学生募集を最終とする[注釈 2]。
- 1968年
  - 3月31日 左記をもって正式に廃止となる[注釈 3]。

## 基礎データ

### 所在地
- 東京都世田谷区玉川等々力町1-2334[注釈 1]

### 象徴
- 武蔵工業大学短期大学部のカレッジマークは、東京都市大学の前身である武蔵工業大学と同様、柏の木の葉をシンボル化したものに「工大」の文字を配したものとなっていた[18]。

### 年度別学生数
| -        | 機械科 | 電気科    | 建設科    | 出典   |
| -------- | ------ | --------- | --------- | ------ |
| 入学定員 | 40     | 40        | 40        | -      |
| 総定員   | 80     | 80        | 80        | -      |
| 1954年   | 男5    | 男43      | 男16      | [ 19 ] |
| 1958年   | 男73   | 男137 女1 | 男147 女2 | [ 20 ] |
| 1959年   | 男50   | 男127 女1 | 男136 女3 | [ 21 ] |
| 1960年   | 男23   | 男193     | 男164 女6 | [ 22 ] |
| 1961年   | -      | 男191 女1 | 男137 女4 | [ 23 ] |
| 1962年   | -      | 男155 女1 | 男76 女4  | [ 24 ] |
| 1963年   | -      | 男115     | 男56 女4  | [ 25 ] |
| 1964年   | -      | 男76      | 男25 女2  | [ 26 ] |
| 1965年   | -      | 男88 女1  | 男1       | [ 27 ] |
| 1966年   | -      | 男58 女1  | -         | [ 28 ] |
| 1967年   | -      | 男7       | -         | [ 29 ] |

## 教育および研究

### 組織

#### 学科
- 電気科 入学定員40名[注 11]
- 建設科 入学定員40名[注 12]
- 機械科 入学定員40名[注釈 5]
- 通信科[33]
- 建築科[33]

#### 専攻科
- なし

#### 別科
- なし

#### 取得資格について
- 測量士補資格が建設科に設置されていた。
- 1955年度以降の入学生を対象に教職課程を設置する計画があった[12]。

## 大学関係者と組織

### 大学関係者組織
- 武蔵工業大学短期大学部の同窓会は、旧・武蔵工業大学およびその前身校である武蔵工業専門学校の卒業生が主な会員である同窓会組織と同じ武蔵工業会に属する。

### 大学関係者一覧
歴代学長
- 荒川大太郎

## 対外関係

### 関係校
- 亜細亜大学
- 亜細亜大学短期大学部

### 系列校
- 武蔵工業大学
- 東横学園女子短期大学

## 卒業後の進路について

### 編入学･進学実績
- 武蔵工業大学（現在の東京都市大学）への編入学制度があったものとみられる。

## 関連サイト
- 武蔵工業大学は、東京都市大学に　美しい時代へ—東急グループ